# Westland Whirlwind (avion)
Pour les articles homonymes, voir Westland Whirlwind.
Le Westland Whirlwind fut le premier avion de chasse monoplace bimoteur de la Royal Air Force (RAF) construit par Westland Aircraft.
Apparu à la fin des années 1930 et doté de bonnes caractéristiques de base, il aurait pu connaître une belle carrière pendant la Seconde Guerre mondiale. Cependant, des problèmes de développement du moteur Rolls-Royce Peregrine retardèrent le projet et un nombre relativement réduit d'exemplaires furent finalement construits. Seulement deux escadrilles de la RAF ont été équipées du Whirlwind et malgré une utilisation réussie en tant que chasseur-bombardier, il fut retiré du service actif en octobre 1943.

## Origines

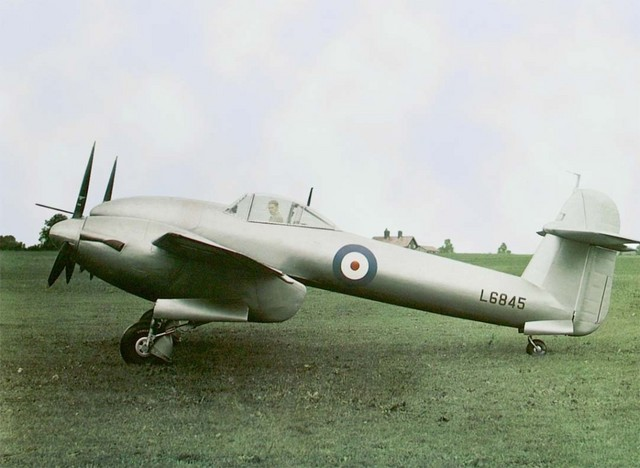
Prototype Westland Whirlwind

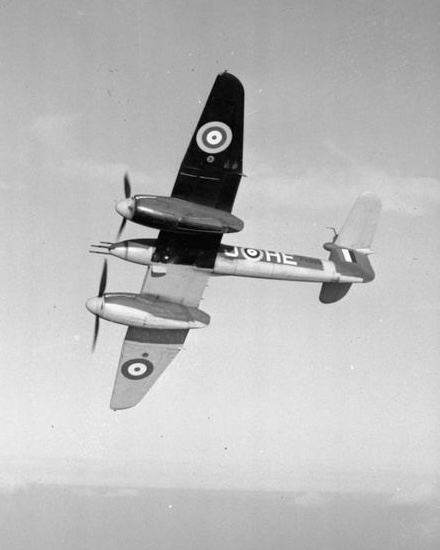

L'origine du concept du Whirlwind, c'est-à-dire de chasseur équipé de canons, prend sa source dans la philosophie de construction des nouveaux chasseurs de la RAF du milieu des années 1930. Avec la disparition des chasseurs biplan, l'augmentation de la vitesse d'attaque des avions et donc de la baisse d'opportunités de tirs sur sa cible, il s'avérait nécessaire d'augmenter la puissance de feu minimale par avion. Au lieu d'un minimum de deux mitrailleuses, la RAF spécifia que ces appareils devaient en avoir huit ! Dans un même temps, il fut reconnu que des canons comme le Hispano-Suiza HS-404 de 20 mm qui tirait des obus explosifs était aussi une bonne piste pour augmenter la puissance de feu et un certain nombre de demandes furent formulées pour élaborer un avion équipé de quatre de ces canons.
Mais suivant les concepts de l'aviation de l'époque, seuls les avions de "petite corpulence" étaient suffisamment agiles pour évoluer comme chasseur. En suivant ce principe, un chasseur équipé de canons aurait donc eu un espace limité pour le carburant et n'aurait pu servir que pour des opérations de défense ou d'interdiction à la vue de son autonomie… C'est dans ce cadre là, que l'idée d'un chasseur bimoteur apparut comme étant la meilleure solution. Mais la charge représentée par le carburant nécessaire aurait représenté un net handicap dans un combat aérien contre des chasseurs monomoteur. Cependant, l'Allemagne nazie et les États-Unis menèrent des programmes similaires qui engendrèrent le Messerschmitt Bf 110 allemand et le Lockheed P-38 Lightning américain.

## Conception

Whirlwind Mark I du No. 263 Squadron RAF basé à Exeter, en vol au-dessus du West Country.

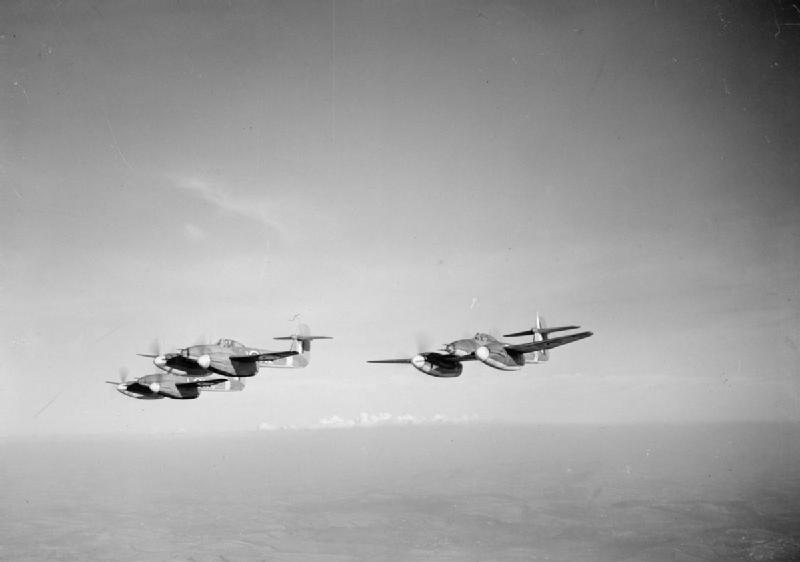
Westland Whirlwind du No 263 Squadron en vol, décembre 1940.

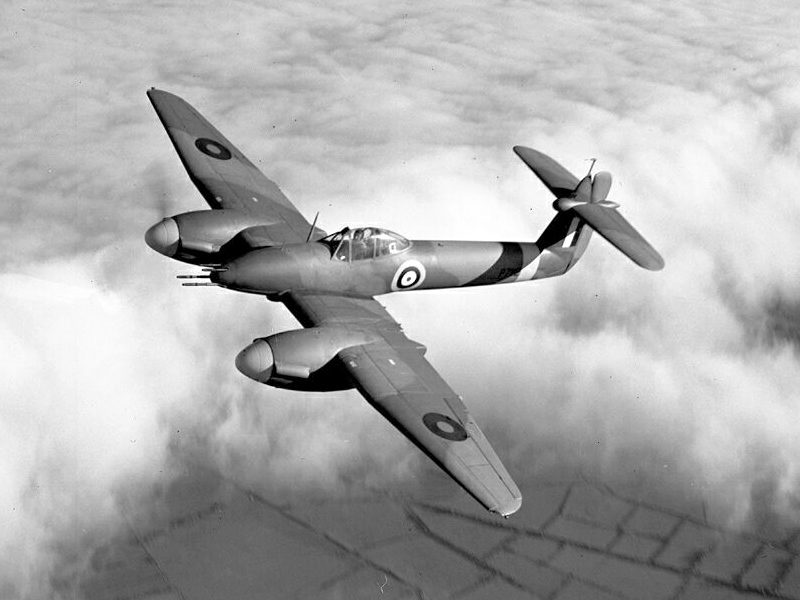

Le Whirlwind est né de la spécification F.37/35 de 1935 de la Royal Air Force pour un avion de chasse nocturne/diurne monoplace à long rayon d'action semblable au Messerschmitt Bf 110 au Lockheed P-38 Lightning et armé de quatre canons. Six projets (dont trois portant sur des bimoteurs) furent soumis pour répondre à cette spécification : Le Boulton Paul P.88, le Bristol Type 153A, le Hawker F.37/35 (variante du Hawker Hurricane), le Supermarine 312 (Variante du Spitfire), le Supermarine 313 et le Westland P.9. 
Le projet de Westland remporta l'offre et une commande de deux prototypes fut passée en février 1937.
Le prototype vola le 11 octobre 1938 et fit forte impression surtout à cause de la grande puissance de feu offerte par ses quatre canons de 20 mm dans le nez. Le Whirlwind se révéla être un avion bien adapté à ses missions (notamment du fait de son armement). Il avait cependant une autonomie assez limitée et, surtout, ses moteurs étaient peu fiables. Le moteur Rolls-Royce Peregrine est en fait un Kestrel gonflé et fragile. Comme le constructeur Rolls-Royce concentrait ses efforts sur le moteur Merlin destiné au Supermarine Spitfire, cela condamnait l'avion à terme. Par ailleurs, et malgré ses volets Fowler, sa vitesse d'atterrissage de 128 km/h lui interdisait néanmoins l'utilisation des terrains courts en herbe.
Les premiers Whirlwind furent livrés à l'été 1940 (en service en juin). La production se termina en décembre 1941. 112 exemplaires furent construits. Seulement deux escadrilles, la 263e et la 137e, l'utilisèrent jusqu'à fin 1943 comme chasseurs d'escorte ou pour des missions d'attaque à basse altitude. En août 1941, la 263e escorta des Blenheims jusqu'à Cologne en plein jour. Le "Whirlibomber" termina sa carrière par des missions de bombardement et d'attaques à la mitrailleuse.

## Utilisation opérationnelle

### Opérations Rhubarb
Cet avion a été utilisé dans des attaques sur la presqu'île du Cotentin (Normandie) dans le cadre de missions d'attaque au sol « Rhubarb » où son armement lourd causera bien des dégâts sur des objectifs au sol. À l'automne 1941, 18 trains furent attaqués et sept locomotives détruites par des attaques de Spitfire, Hurricane et Whirlwind.

### Cargo Munsterland
Il fut employé dans la tentative de destruction du cargo briseur de blocus « Munsterland » (Innocents' day).
Il sera utilisé en bombardier en piqué sans grand succès.